# Ministère de la Justice (Togo)
Pour les articles homonymes, voir Ministère de la Justice.
 (janvier 2024).
Le ministère de la Justice et des Droits de l'homme du Togo supervise les institutions et organisations telles que : le centre de formation aux professions de justice (CFPJ), la Commission nationale de l'OHADA, les cours et tribunaux, la Commission interministérielle d'élaboration des rapports initiaux et périodiques sur les droits de l'Homme, les Institutions nationales des droits de l'homme, organisations de la société civile et médias publics et privés, et le Droit humanitaire.
Le ministre de la Justice et des Droits de l'homme a les responsabilités suivantes : l'Inspection générale des services judiciaires et pénitentiaire, le responsable des marchés publics, la commission des marchés publics, et la commission de contrôle des marchés publics.

## Liste des ministres (après 1960 après l'accession à l'indépendance)
- Sylvanus Olympio (1960-1961)
- André Kuevidjen[1],[2] (1963-1966)
- Léonidas Kouassi[3] (1967)
- Kléber Dadjo[4] (1967-1969)
- Janvier Chango[5] (1969-1974)
- Nanamale Gbegbeni[6] (1974-1977)
- Issa Sama[7] (1977-1978)
- Bibi Yao Savi de Tove[8] (1978-1980) [ 1ère femme ]
- Akanyi Awunyo Kodjovi[9] (1980-1982)
- Ayivi Mawuko Ajavon[10] (1982-1986)
- Anani Mawugbe[11] (1986-1987)
- Kpotivi Tevi Djidjogbe Lacle[12] (1987-1989)
- Bitokotipou Yagninim[13] (1990)
- Koami Kuma Alfred Tordjo[13] (1991-1992)
- Arégba Polo[13] (1993)
- Kangni Gabriel Akakpovie[13] (1994)
- Elliott Latévi-Atcho Lawson[13] (1995-1996)
- Stanislas Somolu Baba[14] (1997-1999) [Bitokotipou Yagninim[13], 1998]
- Seye Memene[14],[15] (1999-2002)
- Katari Foli-Bazi[15] (2002-2005)
- Tchessa Abi[15] (2005-2009)
- Biossey Tozoun[15] (2009-2011)
- Tchitchao Tchalim[15] (2011-2014)
- Kofi Esaw[15] (2014-2017)
- Pie Agbetomey[15] (2017-???)
- Mipamb Nahm-Tchougli[16] (2024 - présent)